# Paratrechalea azul
Paratrechalea azul là một loài nhện trong họ Trechaleidae.
Loài này thuộc chi Paratrechalea. Paratrechalea azul được miêu tả năm 2005 bởi Carico.